# Opisthograptis poskini
Opisthograptis poskini är en fjärilsart som beskrevs av Derenne 1928. Opisthograptis poskini ingår i släktet Opisthograptis och familjen mätare. Inga underarter finns listade i Catalogue of Life.